# Microcercis
Microcercis är ett släkte av tvåvingar. Microcercis ingår i familjen fritflugor.
Släktet innehåller bara arten Microcercis trigonella.